# Fredericia Bryggeri
Fredericia Bryggeri er et produktionsanlæg under Carlsberg Danmark, nordvest for Fredericia, som består af bryggeri, sodavandstapperi og lagerterminal. Bryggeriet blev taget i brug den 25. september 1979 og siden udvidet flere gange. I 2008 afvikledes produktionen på Carlsberg i Valby og produktionen konsolideredes på Fredericia Bryggeri.

## Anlæggets indretning
Med tilkørsel fra Vestre Ringvej (Fredericia) igennem hovedporten, fører en intern fordelingsvej mod nordvest frem mod sodavandstapperiet. Nord for vejen ligger bryggeri, lager- og gæringstanke, samt kraftvarmeproduktionen. Syd for vejen nærmest porten ligger tappekolonnerne. Længere fremme, også på den sydlige side, ligger Terminal Vest som med højlager er det ene af Carlsberg Danmarks to logistikknudepunkter.
Med tilkørsel fra Ydre Ringvej (Fredericia) ligger Coca-Cola tapperierne, som drives på licens af Carlsberg Danmark.
Ligeledes er der anlagt et sidespor fra Fredericia-Aarhus-banen, således at godstog kan rangeres ind på området syd for tappehallerne.

## Selskabsform, navngivning og ledelse
Bryggeriet er oprindeligt oprettet som selvstændigt aktieselskab med navnet Fredericia Bryggeri A'S, siden overførtes mærkevarenavnet Tuborg, i forbindelse med afviklingen af Tuborg's tidligere produktionsanlæg i Hellerup og omtales herefter i en del litteratur som Tuborg-Fredericia Bryggeri.
Den 27. august 1998 fusioneres selskabet ind i Carlsberg Danmark A/S og fortsætter herefter som binavn.
Sodavandstapperiet var ligeledes drevet som selvstændigt aktieselskab Coca-Cola Tapperierne A/S, men denne virksomhed blev ligeledes fusioneret den 28. august 2003 og fortsætter som binavn.
I forbindelse med aflæggelse af grønne regnskaber omtales det samlede produktionsanlæg nu som Carlsberg Danmark A/S Fredericia
| Tidslinje for Fredericia Bryggeri |      |                                       |  |
|                                   | 1964 | Tuborg køber grundstykke i Fredericia |  |
| 25. september                     | 1979 | Fredericia Bryggeri tages i brug      |  |
| Samlet Carlsberg tidslinje        |      |                                       |  |